# 두실초등학교
두실초등학교는 대한민국 부산광역시 금정구에 있는 공립 초등학교이다.

## 학교 연혁
- 2006년 3월 1일: 개교, 33학급 편성(특수학급 1 포함)
- 2017년 3월 1일: 제5대 이도숙 교장 부임
- 2018년 2월 20일: 제12회 졸업식

## 참고 자료
- 두실초등학교 - 한국교육학술정보원 학교알리미